# Bedenac
Bedenac – miejscowość i gmina we Francji, w regionie Nowa Akwitania, w departamencie Charente-Maritime.
Według danych na rok 1990 gminę zamieszkiwały 494 osoby, a gęstość zaludnienia wynosiła 12 osób/km² (wśród 1467 gmin regionu Poitou-Charentes Bedenac plasuje się na 559. miejscu pod względem liczby ludności, natomiast pod względem powierzchni na miejscu 72.).